# Ozan Arif
Ozan Arif (geboren 10. Juni 1949 in Alucra, Giresun als Arif Şirin; gestorben 13. Februar 2019) war ein türkischer nationalistischer Musikproduzent und Sänger.

## Biografie
Ozan Arif schrieb Volkslieder und unterstützte mit diesen die nationalistische Partei der Nationalistischen Bewegung (MHP) sowie die Anhänger der Grauen Wölfe. Seine Lieder wurden des Öfteren verboten und sind umstritten.
Nach dem Militärputsch in der Türkei am 12. September 1980 musste Ozan Arif am 24. September die Türkei verlassen und zog nach Frankfurt am Main, wo er elf Jahre lebte. In diesen Jahren unterstützte er seine Partei durch Konzerte, die in vielen Ländern stattfanden. Am 5. September 1991 kehrte er in seine Heimat Giresun zurück.
Auf seinem 2006 erschienenen Album: Ak mı kara mı? („Hell oder Dunkel?“) veröffentlichte er unter anderem das provokante Lied Adam değilmiş („Er sei kein Mann“), in dem er über jemanden singt, dessen Namen er nicht nennt. Man geht davon aus, dass er Devlet Bahçeli, den Parteichef der MHP, meinte. Daraufhin gab es Proteste von Bahçelis Seite. In einem Interview beschwerte sich Arif, dass die türkische nationale Bewegung manipuliert werde. Er werde weiterhin nach dem Grundprinzip des türkischen Nationalismus leben und seine Lieder veröffentlichen.
In einem seiner Fernsehauftritte besuchte er den türkischen Sänger İsmail Türüt in dessen Show Türüt Şov. Dort sang er einige Lieder, u. a. Karar Milletin – Apo asilsin mi asilmasin mi? („Die Entscheidung gehört dem Volk – Soll Abdullah Öcalan gehängt werden oder nicht?“) und Bir it vardi tutmuşlar Marmarise atmişlar. („Es war mal ein Köter, den man gepackt und nach Marmaris geworfen hat.“) Wegen dieser beiden Lieder mussten sich Ozan Arif und Ismail Türüt vor Gericht verantworten. Das ausgesprochene Todesurteil wurde jedoch in einem späteren Verfahren aufgehoben und Abdullah Öcalan zu lebenslanger Haft im Staatsgefängnis İmralı verurteilt.
Beim anderen Lied wurde ihm vorgeworfen, dass er eine kurze Anekdote erzählt habe, bevor er das Lied Bir it vardi sang. In diesem geht es um einen Wolf, der von einem Hund gejagt wird, dem er nichts tat. Ihm wurde vorgeworfen, den 7. Staatspräsidenten der Türkei, Kenan Evren, beleidigt zu haben, obschon er dessen Namen nie erwähnte.
Für Ozan Arif war Alparslan Türkeş eine Leitfigur. Seine platonische Liebe zu Türkeş erwähnte er in zahlreichen Liedern, u. a. in einem seiner letzten Titel: Öyle özledim ki. In diesem Lied schildert er, wie sehr er ihn vermisse und dass er sterben wolle, damit er ihn, sei es auch nach dem Tode, wieder treffen könne.
Nachdem Arif einen Text für Ismail Türüt geschrieben hatte, in dem angeblich der Mord an Hrant Dink gutgeheißen wurde, standen beide 2007 wieder vor Gericht, wurden aber 2009 freigesprochen.